# صرج
الصَرْج هو نوع من القماش المبرد الذي يحتوي على خطوط أو حواف قُطرية على كلا الجانبين. يستخدم الصنف الصوفي في صنع الأزياء العسكرية والبذلات والمعاطف الكبيرة ومعاطف الخندق. يستخدم نظيره، الصرج الحريري، للبطانات. الصرج الفرنسي هو نوع أكثر نعومة ودقة. تستخدم الكلمة أيضاً للأقمشة الصوفية المنسوجة عالية الجودة.

## طالع المزيد
- تويد